# 게저 1세

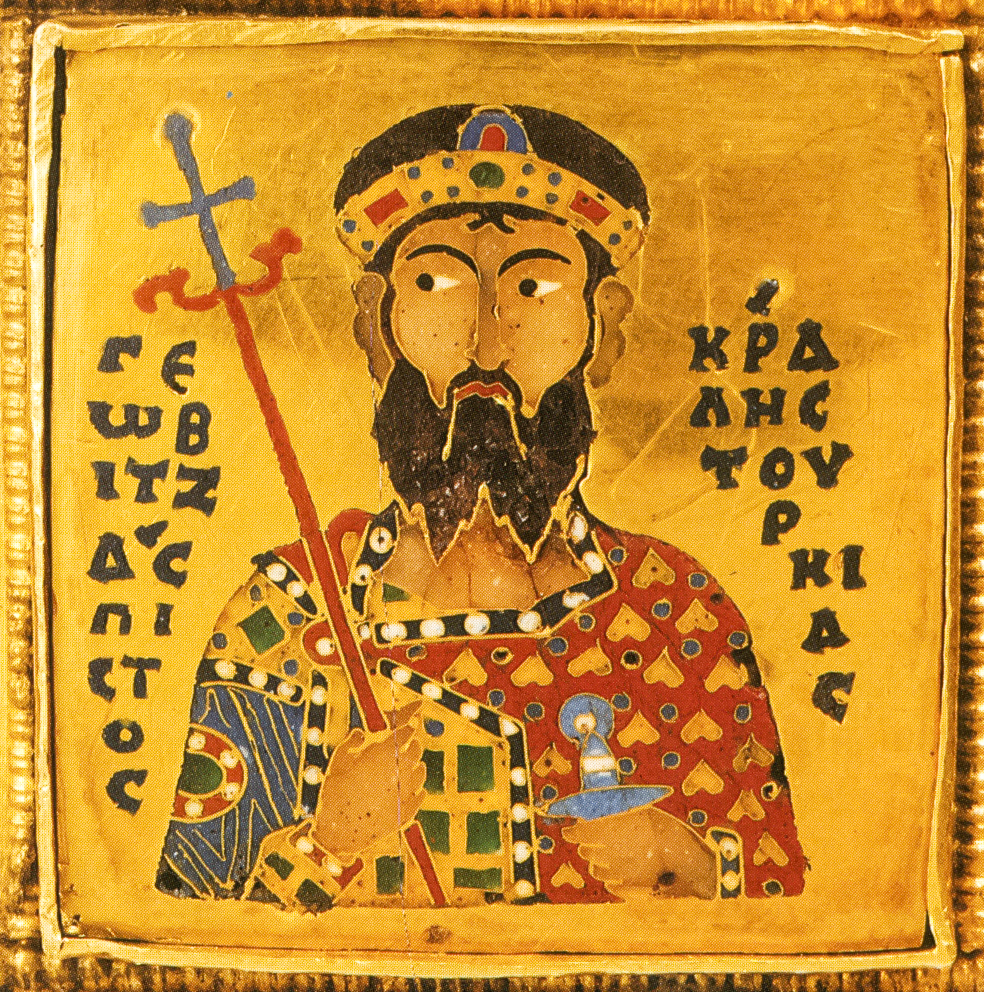
성 이슈트반 왕관에 그려진 게저 1세

게저 1세(헝가리어: I. Géza, 슬로바키아어: Gejza I. 게이자 1세, 1040년경 ~ 1077년 4월 25일)는 헝가리의 국왕(재위: 1074년 ~ 1077년)이다. 아르파드 왕조 출신이다.

## 생애
폴란드에서 망명 생활을 하고 있던 벨러 1세와 그의 아내인 리헤자(Richeza, 폴란드의 미에슈코 2세 국왕의 딸)의 아들로 태어났다. 1048년에 벨러 1세가 언드라시 1세 국왕으로부터 헝가리 왕국의 1/3에 해당하는 공작령을 받으면서 헝가리로 귀국했다. 1058년에는 셜러몬에 대한 왕위 계승 문제로 인해 아버지와 함께 폴란드로 망명했지만 1060년에 폴란드의 지원을 받은 벨러 1세가 왕위에 오르면서 헝가리로 귀환했다. 1064년 1월 20일 죄르에서 체결된 조약에 따라 헝가리의 공작 직위를 회복했다.
게저 1세는 헝가리의 공작으로 있던 1064년부터 1071년까지 셜러몬 국왕과 협력 관계를 맺으면서 페체네그인, 비잔티움 제국과의 전투에 참전했지만 1074년 3월 14일에 일어난 모조로드(Mogyoród) 전투에서 자신의 동생인 라슬로(László, 라슬로 1세)와 함께 셜러몬을 물리치고 헝가리의 국왕에 즉위했다. 게저 1세는 1074년 초반에 신성 로마 제국과 적대 관계에 있던 교황 그레고리오 7세에게 자신을 헝가리의 군주로 승인해 줄 것을 요청하는 서한을 전달했다. 그렇지만 교황 그레고리오 7세는 셜러몬을 헝가리의 군주로 인정하고 있었고 교황이 헝가리에 대한 종주권을 소유하고 있다고 주장했기 때문에 게저 1세는 이를 거절했다.
게저 1세는 1075년에 열린 대관식에서 비잔티움 제국의 미하일 7세 두카스 황제로부터 "옛날부터 헝가리에 전해지는 성스러운 왕관"이라는 별칭이 붙은 성 이슈트반 왕관을 하사받았는데 왕관에는 "성실한 튀르크인(헝가리인)의 영지의 군주이신 게저"라는 구절이 새겨져 있었다. 또한 니키포로스 3세 보타니아티스의 조카였던 시나데네(Synadene)와 결혼하면서 자신의 2번째 아내로 삼게 된다.
게저 1세는 짧은 재위 기간 동안에 거럼센트베네데크(Garamszentbenedek, 현재의 슬로바키아 흐론스키베냐디크(Hronský Beňadik))에 베네딕도회 수도원을 건립했다. 1076년에는 셜러몬이 이끄는 군대가 지배하고 있던 모숀(Moson), 포조니(Pozsony, 현재의 슬로바키아 브라티슬라바)를 탈환하려고 했지만 패전하고 만다. 1077년에 사망했으며 그의 시신은 바치(Vác) 성당에 안치되었다.